# Shizuo Kakutani
Shizuo Kakutani (giapponese: 角谷 静夫 Kakutani Shizuo; Osaka, 28 agosto 1911 – New Haven Connecticut, 17 agosto 2004) è stato un matematico giapponese naturalizzato statunitense.

## Biografia
È noto per le sue ricerche sulla teoria del potenziale e, soprattutto, per il suo teorema di punto fisso, noto come Teorema di Kakutani.